# Beast Cops
Pour plus de détails, voir Fiche technique et Distribution.
Beast Cops (野獸刑警, Ye shou xing jing) est un film hongkongais réalisé par Gordon Chan et Dante Lam, sorti le 9 avril 1998.

## Synopsis
Quand le gangster Fai est obligé de quitter la ville, son territoire devient vite un champ de bataille entre les forces de Police et les trafiquants de drogue. Les deux flics partenaires Chao et Mike, qui ne peuvent pas se voir, vont être obligés de survivre entre leurs querelles et la ville mise à feu et à sang. 

## Fiche technique
- Titre : Beast Cops
- Titre original : 野獸刑警 (Ye shou xing jing)
- Réalisation : Gordon Chan et Dante Lam
- Scénario : Gordon Chan et Chan Hing-ka
- Musique : Teddy Robin Kwan et Tommy Wai
- Photographie : Tony Cheung
- Montage : Chan Ki-hop
- Production : Gordon Chan et John Chong
- Société de production : Media Asia Films et People's Production
- Pays d'origine : Hong Kong
- Format : Couleurs - 1,85:1 - Dolby Digital - 35 mm
- Genre : Action, drame, policier
- Durée : 110 minutes
- Date de sortie : 9 avril 1998 (Hong Kong)

## Distribution
- Anthony Wong Chau-sang : Chao
- Michael Wong : Mike
- Stephanie Che : Yee
- Roy Cheung : Fai
- Kathy Chow : Yoyo
- Sam Lee : Skinny Sam
- Sammuel Leung : Paul
- Patrick Tam  : Pushy Pin
- Arthur Wong : Tai Ge

## Récompenses
- Prix du meilleur acteur (Anthony Wong), lors des Golden Bauhinia Awards 1999.
- Nominations pour le meilleur second rôle féminin (Stephanie Che), meilleur son et meilleur montage (Ki-hop Chan), lors des Hong Kong Film Awards 1999.
- Prix du meilleur film, meilleur acteur (Anthony Wong), meilleur réalisateur, meilleur second rôle masculin (Patrick Tam) et meilleur scénario, lors des Hong Kong Film Awards 1999.
- Prix du meilleur acteur (Anthony Wong) et du meilleur film, lors des Hong Kong Film Critics Society Awards 1999.